# Jonathan Fabbro
Jonathan Fabbro (Buenos Aires, 16 gennaio 1982) è un ex calciatore argentino naturalizzato paraguaiano, di ruolo centrocampista.
Dal 19 agosto 2019 sta scontando una pena detentiva effettiva di 14 anni per il crimine di violenza sessuale.

## Carriera
Ha attraversato sette paesi diversi: Argentina, Colombia, Spagna, Brasile, Messico, Cile e Paraguay. Ha iniziato la sua carriera negli Argentinos Juniors nel 1999, dove senza fare la sua presentazione è andato in Spagna. In seguito è diventato giocatore del Mallorca in Spagna dove ha giocato molto poco. Dopo questa esperienza, nel 2002 è tornato nel suo paese per far parte della squadra del Boca Juniors. Lì ha giocato poco, sei partite, dove ha anche vinto il suo primo titolo: il Torneo Apertura 2003. Dopo il campionato ha deciso di trasferirsi all'Once Caldas in Colombia nel 2004, proprio in tempo per vincere la Copa Libertadores de América di quell'anno, sconfiggendo in finale proprio il Boca Juniors, la sua squadra precedente. Ha giocato la finale della Coppa Intercontinentale contro il Porto in Portogallo dove ha sbagliato il rigore decisivo che avrebbe consacrato l'Once Caldas come campione del mondo. Tra il 2005 e il primo semestre del 2006 ha giocato per il Dorados del Messico. Nel 2006 ha militato nell'Atletico Mineiro del Brasile durante il secondo semestre. In quel periodo ha giocato nell'Universidad Catolica del Cile dove ha giocato 20 partite e segnato 6 gol. Poi Fabbro è stato acquistato dal Guaraní dove è stato eletto il migliore giocatore e capocannoniere della sua squadra con la quale ha vinto il titolo di vice campione del Torneo Clausura 2008, miglior giocatore del calcio paraguaiano nella stagione 2009-2010 e campione del Torneo Apertura 2010. Dopo aver giocato per il club Guaraní, Fabbro è stato acquistato da Cerro Porteño dove è diventato vice campione del Torneo Clausura 2011, campione del Torneo Apertura 2012 ed è stato nominato miglior giocatore paraguaiano della stagione 2011-2012.

### Boca Juniors
Ha iniziato come professionista nell’Argentinos Juniors. Poi è diventato un giocatore delle giovanili del Boca Juniors.
Dopo essersi trasferito per giocare nel Real Club Deportivo Mallorca B, l’attaccante ritornò in Argentina per vestire i colori del Boca Juniors. Il 5 maggio 2002 ha debuttato in Primera División contro il Vélez, nello stadio Alberto José Armando, e la squadra guidata da Óscar Tabárez ha vinto per 2-1.
Dopo il suo debutto, ha giocato di nuovo contro Independiente. Nel Clausura 2003, è tornato a giocare in altre quattro partite e ha segnato un gol contro Rosario Central, quando il Boca Juniors, con una squadra piena di giovani, ha perso per 7-2. Per quanto riguarda i tornei internazionali, ha disputato tre partite e ha segnato un gol contro Colón nella Coppa Sudamericana 2003.

### Once Caldas
L'anno successivo, ha organizzato il suo arrivo all'Once Caldas della Colombia. Con questa squadra ha potuto partecipare per la prima volta alla Coppa Libertadores. Ha partecipato a cinque partite e ha segnato tre gol. L'Once Caldas ha giocato la finale contro il Boca Juniors e l'ha superata per 2-0 ai rigori. La particolarità di questa serie fu che i giocatori guidati da Carlos Bianchi, che di solito avevano successo in questo tipo di decisioni, sbagliarono due rigori e il portiere Juan Carlos Henao ne parò altri due, mentre la squadra guidata da Luis Fernando Montoya ne sprecò anche due.
Nel dicembre di quella stagione, la sua squadra affrontò il Porto per la Coppa Intercontinentale. Dopo aver pareggiato 0-0 nel tempo regolamentare, hanno deciso il torneo dai dodici passi. Nel turno regolare, il Porto aveva sbagliato un rigore e a Fabbro toccò eseguire il quinto e definitivo rigore che avrebbe consacrato l'Once Caldas come la prima squadra colombiana della storia a vincere una Coppa Intercontinentale, tuttavia, in una fase displicente, sbagliò il rigore chiave e successivamente il Porto si consacrò come campioni del mondo di club 2004.

### Dorados
Dopo la Coppa Intercontinentale, all'inizio del 2005 i Dorados de Sinaloa annunciano che Fabbro sarebbe stato uno dei suoi rinforzi per affrontare il Clausura 2005 (Messico) e con l'impegno di salvare la squadra dalla retrocessione, poiché arrivava con un grande cartellino e di essere una delle figure dell'Once Caldas della Colombia. Nonostante all'inizio non si sia adattato bene e fosse fuori forma, inoltre doveva lottare per un posto da titolare con Iarley, le poche opportunità che gli vennero date nel primo torneo le sfruttò bene e la squadra in quel torneo riuscì a salvarsi dalla retrocessione. Per l'Apertura 2005, alla partenza di Iarley, Fabbro si è guadagnato un posto nella formazione titolare con cui è diventato una colonna portante per la squadra; tuttavia la squadra è retrocessa nel Clausura 2006 e con ciò, di fronte a una grande offerta dell'Atlético Mineiro del Brasile, si ritira dalla squadra e dal calcio messicano.
In totale ha giocato 35 partite e ha segnato 7 goal nel sua permanenza nel calcio messicano e nei Dorados. È considerato una delle figure simboliche che sono passate per l'istituzione nel suo breve soggiorno nella Liga MX.

### Guaraní
Nel 2007 è arrivato a Guaraní del Paraguay raccomandato dal rappresentante argentino Marcos Garzia, che fu la persona di riferimento per i dirigenti del club e ha consigliato il giocatore. Lo stesso Marcos Garzia fu licenziato dal giocatore, quando quest'ultimo scopri che falsificava le sue firme sui contratti. L'anno successivo divenne il miglior giocatore e capocannoniere della sua squadra, che si consacrò vice campione del Torneo Clausura 2008. Fabbro si guadagnò il rispetto di tutti i paraguaiani con il suo buon calcio, tanto che fu considerato il miglior giocatore del calcio paraguaiano durante il periodo 2009-2010. Il 24 marzo 2010 concluse tutte le formalità legali per diventare cittadino paraguaiano.
Due mesi dopo, il 26 maggio, Fabbro vinse con Guaraní il titolo di campione del Torneo Apertura 2010, diventando la figura principale della squadra.
La continuità di Jonathan Fabbro a Guaraní si stava facendo difficile. L'attaccante era andato in vacanza nel suo paese senza aver firmato il documento che, nel club, sostenevano che fosse già pronto e che riguardava la vendita del cinquanta per cento rimanente del suo passaggio.
E, per complicare ulteriormente le relazioni tra Fabbro e i dirigenti di Guaraní, si stava facendo strada la possibilità del suo passaggio a Cerro Porteño. Il club voleva l'argentino e, dato che lo stesso era ancora proprietario di una parte della sua scheda, la possibilità era concreta.
Il suo rappresentante, Darío Fabbro, diceva che il giocatore avrebbe potuto rimanere a Guaraní, ma con un contratto migliore. Era ormai quasi un dato di fatto che l'attaccante argentino aveva raggiunto un accordo con la dirigenza di Cerro Porteño, entità cui avrebbe venduto il cinquanta per cento del suo passaggio. Tuttavia, la dirigenza di Guaraní non era stata inclusa nella trattativa, e questo causò il malcontento nella dirigenza di Guaraní.
Alla fine il presidente dell'Associazione Paraguaiana di Calcio, Napout, intervenne e Cerro Porteño raggiunse un accordo con Guaraní.

### Cerro Porteño
La sua ultima stagione nel club gialloneri è stata segnata da incessanti voci di un suo trasferimento verso un grande club dello stesso paese: Cerro Porteño.
Dopo mesi di trattative e essendo il giocatore più caro della storia del calcio paraguaiano, venerdì 21 gennaio 2011 è stato iscritto come giocatore del Cerro Porteño per una somma di tre milioni di dollari e veniva resa pubblica la vendita del giocatore alla istituzione di Barrio Obrero. Il giorno dopo è stato presentato ai tifosi del Cerro Porteño, in una giornata storica per il club, con 10000 persone presenti, si è realizzato il desiderio dei tifosi.
Dotato di una tecnica eccezionale, da quell'anno in poi è stato un elemento fondamentale nella conquista dei titoli e da quel stesso anno si è piazzato nella prima squadra degli azulgranas. Il suo buon gioco è stato uno dei fattori decisivi per vincere il campionato nazionale.
Il suo debutto avviene nel pareggio della sua squadra contro Rubio Ñu, con un risultato di 2-2 segnando il suo primo gol ufficiale con Cerro Porteño con un colpo di testa. Rapidamente, il giocatore acquisisce lo status di idolo tra i tifosi Azulgrana, posizionandosi accanto ad altri giocatori come Saturnino Arrúa che aveva avuto il suo passaggio per Cerro Porteño.
Nel Torneo Apertura 2011, Fabbro non ha partecipato molto, perché il Cerro Porteño aveva deciso di fare un break al suo acquisto stellare della stagione per essere sottoposto ad intensi lavori di ricondizionamento fisico, quindi avrebbe perso diverse partite del torneo locale e la Libertadores. Nel torneo locale, ha giocato sei partite segnando due gol. Tutto il Cerro puntava sulla Coppa Libertadores 2011.
Nella fase a gironi, Cerro Porteño aveva bisogno di battere Colo-Colo in Cile. La squadra cilena ha iniziato a vincere per 2-0 a venti minuti, Fabbro ha segnato un gol per lo sconto sui 42 minuti del primo tempo, nel secondo tempo ha dato un passaggio a gol a Iván Piris per pareggiare e a 87 minuti ha preso un calcio libero da circa 28 metri e lo ha inchiodato nell'angolo per dare la qualificazione alla squadra azulgrana agli ottavi di finale del torneo. Nella Copa Libertadores Fabbro ha giocato tredici partite segnando quattro gol.
Nella sessione di trasferimento all'inizio del 2013, River Plate ha tentato di negoziare il trasferimento di Fabbro richiesto dall'allenatore Ramón Díaz, tuttavia la dirigenza del Cerro Porteño ha rifiutato il trasferimento dopo diverse offerte.

### Nazionale
Ha collezionato 11 presenze con la maglia della Nazionale.

## Caso di abuso sessuale
Nel luglio 2017 è stata resa nota una denuncia presentata in aprile dello stesso anno contro Jonathan Fabbro per un presunto reato di abuso sessuale. La denuncia dettaglia che la vittima, la sua figlioccia di 11 anni, ha subito atti sessuali inappropriati da parte di Fabbro per un periodo di cinque anni, compresi toccamenti e sesso orale. Questi incidenti si sarebbero suppostamente verificati sia nell'automobile di Fabbro che nella residenza di sua nonna.
La madre della figlioccia di Fabbro ha proceduto a formalizzare la denuncia presso la Stazione di Polizia 52 nella città di Villa Lugano, che ha dato luogo a un'indagine penale presso il Tribunale N. 32. Tra le prove presentate, sono state incluse delle capture di schermo della conversazioni su WhatsApp tra Jonathan Fabbro e la sua figlioccia, che contenevano testi e registrazioni compromettenti.
A settembre 2017, i risultati di un esame effettuato alla figlioccia di Fabbro in una stanza di Gesell rivelarono segni di abuso e l'avvocato dell'accusato affermò che i risultati di tale esame erano incoerenti con il rapporto del medico legale.
Nel dicembre 2017, la giustizia argentina ha richiesto l'arresto internazionale di Jonathan Fabbro, e il 21 dello stesso mese, Fabbro ha accettato di essere estradato dopo essere stato arrestato in Messico. Nel maggio 2018, il Tribunale Nazionale Penale e Correzionale N. 32 di Capital Federal ha ordinato un sequestro di 3 milioni di pesos e ha incriminato Fabbro, imponendo la detenzione preventiva. Infine, il 29 agosto 2019, Fabbro è stato condannato a 14 anni di carcere effettivo per queste accuse.
Nel settembre 2022, è stata confermata la condanna a 16 anni di carcere per l'ex calciatore paraguaiano per questa denuncia contro di lui.
Dopo la sua condanna, vari testimoni hanno difeso l'innocenza di Fabbro, incluso il suo compagno di squadra Nelson Haedo Valdez, che in un'intervista con il canale paraguaiano Tigo Sports, ha affermato di conoscere Fabbro dai suoi giorni al Boca Juniors e ha dichiarato che è impensabile che lui possa aver commesso un tale atto.